# あしたてんきになあれ
「あしたてんきになあれ」は、はっぴいえんどの楽曲。1999年11月26日に通算4作目のシングルとして発売された。

## 解説
「あしたてんきになあれ」と「風をあつめて」は、両曲とも2枚目のアルバム『風街ろまん』収録曲で、アルバムと同内容。タイトルトラックがCMソングに使用されたのを受け、リバイバルでシングル・カットされた。
「あやか市の動物園」はファースト・アルバム『はっぴいえんど』収録曲だが、本作には1970年8月9日に岐阜県椛の湖畔で行われた『第2回全日本フォークジャンボリー』出演時のライヴ・ヴァージョンが収録されている。アルバム『はっぴいえんど』収録のオリジナル・ヴァージョンは細野晴臣と大瀧詠一のデュエットだが、このライヴ・ヴァージョンは大瀧がソロでヴォーカルを担当している。
ジャケットには『風街ろまん』のジャケットに使われた、野上眞宏撮影による写真がデザインされている。また、URCの再発CDカタログが同封されている。

## 収録曲
| 全作詞: 松本隆、全作曲: 細野晴臣。 |                                                   |        |            |      |
| #                                  | タイトル                                          | 作詞   | 作曲・編曲 | 時間 |
| 1.                                 | 「あしたてんきになあれ」(宝島社『smart』CMソング) | 松本隆 | 細野晴臣   | 2:09 |
| 2.                                 | 「風をあつめて」                                  | 松本隆 | 細野晴臣   | 4:06 |
| 3.                                 | 「あやか市の動物園 (ライヴ・ヴァージョン)」       | 松本隆 | 細野晴臣   | 3:07 |
| 合計時間:                          | 合計時間:                                         | 9:22   |            |      |

## クレジット

### あしたてんきになあれ
| PRODUCTION – 細野晴臣, 鈴木茂              |
| BASS, PIANO, SMOKY-STYLE VOCALS – 細野晴臣 |
| CHORUS – 大瀧詠一                          |
| ELECTRIC GUITAR – 鈴木茂                   |
| DRUMS – 松本隆                             |
|                                            |
| アルバム『風街ろまん』より                 |
| オリジナル・リリース 1971.11.20            |

### 風をあつめて
| PRODUCTION – 細野晴臣                           |
| ACOUSTIC GUITAR, BASS, ORGAN, VOCALS – 細野晴臣 |
| DRUMS – 松本隆                                  |
|                                                 |
| アルバム『風街ろまん』より                      |
| オリジナル・リリース 1971.11.20                 |

### あやか市の動物園（ライヴ・ヴァージョン）
| VOCAL, GUITAR – 大瀧詠一            |
| BASS – 細野晴臣                     |
| ELECTRIC GUITAR – 鈴木茂            |
| DRUMS – 松本隆                      |
|                                     |
| 1970.8.9                            |
| 第2回全日本フォークジャンボリーより |
| 於：岐阜県椛の湖畔                  |

### スタッフ
| 制作 西秀一郎 (東芝EMI) 制作アシスタント 黒河内美花                                                                        |
| 制作協力 高譲 (ULTRA-VIBE) ジャケット編集 入嵩西利子 (ULTRA-VIBE) 森綾子 (ULTRA-VIBE)                                      |
| デザイン進行 加藤剛 (東芝EMI) 写真 野上眞宏 ジャケットデザイン 永易健治 (ホットファズ・デザイナーズ) リマスタリング 菊地功 |

## リリース日一覧
| 地域 | タイトル             | リリース日     | レーベル          | 規格           | 品番       | 備考 |
| ---- | -------------------- | -------------- | ----------------- | -------------- | ---------- | ---- |
| 日本 | あしたてんきになあれ | 1999年11月26日 | URC ⁄ TOSHIBA-EMI | 12cmCDシングル | TOCT-22045 |      |

## 収録アルバム
| # | タイトル                            | リリース日     | レーベル          | 規格 | 品番       | 備考                                               |
| - | ----------------------------------- | -------------- | ----------------- | ---- | ---------- | -------------------------------------------------- |
| 1 | 風街ろまん                          | 1971年11月20日 | URC               | LP   | URG-4009   | 「あしたてんきになあれ」「風をあつめて」を収録     |
| 2 | J-ROCK EARLY DAYS STRONG COLLECTION | 1989年9月25日  | URC ⁄ Kitty       | CD   | H20K-25020 | 「あやか市の動物園（ライヴ・ヴァージョン）」を収録 |
| 3 | ニューロックの夜明け URC編          | 1998年6月24日  | URC ⁄ TOSHIBA-EMI | CD   | TOCT-10297 | 「あやか市の動物園（ライヴ・ヴァージョン）」を収録 |